# Глубек, Франц Ксавер Вильгельм фон
Франц Ксавер Вильгельм фон Глубек (нем. Franz Xaver von Hlubek, 1802—1880) — австрийский агроном, автор ряда печатных трудов по сельскохозяйственным вопросам, редактор журнала «Oekonomische Neuigkeiten und Verhandlungen».

## Биография
Франц Ксавер Вильгельм фон Глубек родился 11 сентября 1802 года в Моравии.
После получения образования в Венском университете был доктором и профессором Венского, Львовского и Грацского университетов. Являлся одним из наиболее рьяных противников учения Либиха.
Фон Глубек написал ряд научных трудов по вопросам сельского хозяйства, среди которых были в частности: «Ernährung der Pflanzen und Statik des Landbaues» (1841); «Landwirthschafstlehre» (1846); «Betriebslehre der Landwirthschaft» (1853); «Maulbeerbaum und Seidenzucht» (1880) и др.
После ухода Андре, с 1846 по 1850 год он редактировал пражский сельскохозяйственный и лесной журнал «Oekonomische Neuigkeiten und Verhandlungen».
Франц Ксавер Вильгельм фон Глубек умер 10 февраля 1880 года в Граце.